# くどうたけし
くどう たけし（本名：工藤 毅   9月6日 - ）は日本のベーシスト、作曲家、編曲家、エンジニア。
福島県郡山市出身。所属はa very good company。

## 来歴
1994年、ONE STEP communicateでデビュー。シングル5枚、アルバム3枚をリリース。ベースと作詞を担当。
解散後はベーシストとして様々なレコーディングやライブサポートに参加。
近年は作曲家、編曲家、エンジニアとしても活動する。

## レコーディング/ライブ 参加アーティスト（ベース）
- 嵐
- NEWS
- テゴマス
- 関ジャニ∞
- KinKi Kids
- V6
- 20th Century
- 田原俊彦
- 近藤真彦
- 少年隊
- 東方神起
- BoA
- 藤井フミヤ
- 及川光博
- モーニング娘。
- 後藤真希
- EXILE
- DEEN
- 天上智喜
- BRIGHT
- 杉本姉妹
- the Indigo
- 佐田真由美
- ZERO
- SO-FI
- RAMJA
- 原田真二
- Loud-03
- 知念里奈
- KAMUI
- ゴスペラーズ
- 林田健司
- John-Hoon
- LISA
- にしん
- Kiroro

## 書籍
- 『まるごとスラップベース』（リットーミュージック）
- 『基礎から鍛えるスラップベースの秘訣』（シンコーミュージック）

## 提供曲
- 中山優馬 w/7 WEST 「君の罠だけ幻でも構わない」
- 東京パフォーマンスドール 「ふたりのストーリー」
- RTA（road to asia）「You Are Mine」「WHY」
- DEEN　「流れ星」「パッパヤボクトキミ」「思い出にできるから∙∙∙」

## 編曲
- DIGICCO 「ニガイナミダ」「HAPPY PARTY」「Little Rainbow」
- あべ由紀子 「君に届け」
- 礼奈 「絵本のトビラ」（編曲・ミックス・マスタリング）
- ダイスケ「 ぼくにかける魔法」
- DEEN「ずっと伝えたかった I love you」「シャララ ハッピーデイ」